# 三輪士郎
三輪 士郎（みわ しろう、1978年11月9日 - ）は、日本の男性漫画家・イラストレーター。現在『狗-DOGS-』（以下DOGS）の続編『DOGS/BULLETS&CARNAGE』を『ウルトラジャンプ』誌上で連載中。supercellのメンバーの一人。別名義として、スガ名義の活動も存在する。

## 作品リスト

### 漫画
- BLACK MIND（原作：草薙だらい、ウルトラジャンプ 1999年11-12月号）
- 狗-DOGS-（ウルトラジャンプ 2000年-2001年）- ウルトラジャンプリミックスに外伝が収録されている。
- DOGS/BULLETS&CARNAGE（ウルトラジャンプ 2005年7月号-）
- RWBY（ウルトラジャンプ 2015年12月号-2017年3月号）

### イラスト
- 後池田真也『Devil May Cry デビル メイ クライ』（角川スニーカー文庫）イラスト
- 月刊少年ガンガン 2005年10月号 ファイナルファンタジーVII アドベントチルドレン イラスト
- Nitro+ 『2006 Nitroplus Calendar』 天使ノ二挺拳銃 イラスト
- Fate/Zero Tribute Arts 死に逝く者の祈り
- サミー GUILTY GEAR XX / -SLASH- [The Midnight Carnival] ゲーム内イラスト
- supercell 『恋は戦争』挿絵
- supercell 『その一秒スローモーション』挿絵
- supercell 『嘘つきのパレード』挿絵
- supercell 『初めての恋が終わる時』挿絵
- supercell 1stアルバム『supercell』ジャケットイラスト
- supercell 1stシングル『君の知らない物語』挿絵・ジャケットイラスト
- supercell 『ヒーロー』挿絵
- supercell 『Perfect Day』挿絵
- supercell 2ndアルバム『Today Is A Beautiful Day』ジャケットイラスト
- iroha(sasaki)　『炉心融解』動画ロゴ
- EXIT TUNES『EXIT TUNES PRESENTS Vocalostar feat.初音ミク』ジャケットイラスト
- EXIT TUNES『EXIT TUNES PRESENTS Vocalogenesis feat.初音ミク』ジャケットイラスト
- 『ヘッドフォン少女画報』（学研）挿絵
- supercell 『告白/僕らのあしあと』ステッカーイラスト
- コナン・ドイル『白の団と黒い王子』（笠倉出版社）イラスト
- 樋口司『ウサギツキ双魔鏡』（MF文庫J）イラスト
- 桜井光『Fate:Lost Einherjar 極光のアスラウグ』（TYPE-MOON BOOKS）イラスト

### テレビアニメ
- ギルティクラウン - 第3話・第20話 エンドカードイラスト
- 偽物語 - 第9話 エンドカードイラスト
- うーさーのその日暮らし - 第3話 エンドカードイラスト
- ブラッドラッド - 第10話 エンドカードイラスト
- BLAZBLUE -ALTER MEMORY- - 第10話 エンドカードイラスト
- ジョーカー・ゲーム - キャラクター原案[2]
- キズナイーバー - キャラクター原案
- コンクリート・レボルティオ〜超人幻想〜 - 一部キャラクター原案
- PSYCHO-PASS サイコパス 3 - 一部キャラクター原案

### ゲーム
- セブンスドラゴン2020 - キャラクターデザイン
- セブンスドラゴン2020-II - キャラクターデザイン
- セブンスドラゴンIII code:VFD - キャラクターデザイン
- Fate/Grand Order - 一部キャラクターデザイン[3]
- ワールド オブ ファイナルファンタジー - 一部モンスターデザイン
- 刀剣乱舞 - 一部キャラクターデザイン
- ソウルハッカーズ2 - キャラクターデザイン